# Ewart Bartley
Ewart Andrew Bartley (* 4. Januar 1909 in Toronto; † 28. August 1987 in Cambridge/Ontario) war ein kanadischer Organist, Chorleiter, Musikpädagoge und Komponist.

## Leben
Bartley studierte am Royal Conservatory of Music in Toronto Orgel bei Albert Jordan, Klavier bei Ernest Seitz und Komposition bei Healey Willan. 1943 wurde er Musikdirektor der Knox's Presbyterian Church in Cambridge. Daneben wirkte er als Prüfer am Western Ontario Conservatory und am Royal Conservatory. Er komponierte 60 Werke, darunter Klavierstücke wie The Whistling Boy und River Song (1966), eine Suite for Children (1950) und Two Dances for Piano (1960) und das Chorwerk Blessed is the Man (1975).

## Quelle
- Ewart Bartley. In:  Encyclopedia of Music in Canada. herausgegeben von The Canadian Encyclopedia (englisch, französisch).

| Personendaten    | Personendaten                                                 |
| ---------------- | ------------------------------------------------------------- |
| NAME             | Bartley, Ewart                                                |
| ALTERNATIVNAMEN  | Bartley, Ewart Andrew                                         |
| KURZBESCHREIBUNG | kanadischer Organist, Chorleiter, Musikpädagoge und Komponist |
| GEBURTSDATUM     | 4. Januar 1909                                                |
| GEBURTSORT       | Toronto                                                       |
| STERBEDATUM      | 28. August 1987                                               |
| STERBEORT        | Cambridge (Ontario)                                           |